# Barrio cristiano de Jerusalén
El Barrio cristiano (en hebreo: הרובע הנוצרי‎ Ha'Rova Ha'Notzrí, en árabe: حارة النصارى‎Harat al-Nasarí) es uno de los cuatro barrios de la Ciudad Antigua de Jerusalén. Se ubica en la parte noroeste de la ciudad y es el segundo más antiguo de los cuatro barrios (musulmán, cristiano, armenio y judío). Generalmente es el primero en ser visitado, pues se encuentra justo detrás de la Puerta de Jaffa, la entrada tradicional de los peregrinos a la ciudad. Contiene aproximadamente cuarenta sitios sagrados del cristianismo, entre ellos la Iglesia del Santo Sepulcro, considerado el sitio más sagrado para los cristianos.
El barrio se extiende desde la Puerta Nueva, al norte, a lo largo del muro oeste hasta la Puerta de Jaffa - Muro de las Lamentaciones en el sur, bordeando los barrios judío y armenio, así como la Puerta de Damasco en el este, donde bordea con el barrio musulmán.

## Características
El Barrio Cristiano se creó alrededor de la Iglesia del Santo Sepulcro, que se encuentra situada en el corazón del mismo. Alrededor de ella se pueden encontrar más edificios religiosos. No cuenta con una gran cantidad de casas, además de las concentradas en la parte sureste, cerca de la Puerta de Jericó; y las opciones para vivir dentro del barrio son limitadas, especialmente con los modernos intentos del gobierno israelí por crear asentamientos judíos dentro del barrio. En su lugar hay gran cantidad de edificios religiosos y educativos para los visitantes y residentes, como la Escuela Luterana y la Escuela de St. Pierre.
Los edificios cristianos están repartidos a lo largo del barrio. Además de la Iglesia del Santo Sepulcro, que ocupa la mayor superficie en el barrio, destacan por su superficie el Patriarcado greco-ortodoxo de Jerusalén de la Iglesia Ortodoxa de Grecia, el monasterio Franciscano, San Salvador y el Patriarcado Latino de Jerusalén.
El barrio también cuenta con tiendas de recuerdos, cafeterías, restaurantes y hoteles. Las tiendas están concentradas en su mayoría en la calle del mercado, calle de David, y junto al Camino Cristiano. Algunos de los hoteles (como el Casa Nova y el hotel Católico Griego) fueron construidos por las iglesias para alojar a los visitantes, aunque también hay hoteles privados. 
También hay pequeños museos como el del Patriarcado Griego Ortodoxo. En la parte suroeste del barrio hay una piscina llamada "piscina de Hezkiyahuy" que se utilizó para depositar agua para el abastecer al área.

## Mejoras del barrio
En el siglo XIX, diversos países europeos intentaron aumentar su influencia en Jerusalén, dando lugar a la construcción de diferentes obras en el barrio. Las autoridades otomanas intentaron bloquear la influencia europea introduciendo reglas para la compra de tierra, sin embargo, intervenciones de los líderes de los países europeos (como Guillermo II de Alemania y Francisco José de Austria) dieron pie a la construcción de algunos edificios para las autoridades religiosas de sus países respectivos.
Al final del siglo XIX ya no había tierra disponible en el barrio para construir. En el mismo período se abrió el Canal de Suez y muchos cristianos viajaron a la Tierra Sagrada. Esto llevó a una competición entre las potencias europeas para presentarse e incrementar su influencia en Jerusalén. Francia construyó hospitales, un monasterio y hostales para visitantes en la parte externa del barrio - área conocida como Área Francesa. Antes de los franceses, los rusos se asentaron en la Misión Rusa.
Los cristianos no podían cruzar desde fuera de los muros de la Ciudad Vieja directamente en el Barrio Cristiano, para ello tenían que utilizar la Puerta de Jaffa o la de Nablus. En 1898 los otomanos aceptaron la solicitud europea y crearon una puerta nueva en los muros de la ciudad, llamada "Puerta Nueva".

## Edificios de importancia
En el barrio cristiano de Jerusalén destacan la Iglesia del Santo Sepulcro; considerada el lugar más sagrado del cristianismo y el más importante centro de peregrinación cristiana, la Iglesia de Juan Bautista, Iglesia Luterana del Redentor, la Catedral de Alexander Nevsky, y la Iglesia del Salvador. Se encuentran también el Monasterio de San Salvador y el Monasterio del Sultán; además de la Mezquita de Omar. También de este barrio es el mercado de Muristán.